# 圣热内斯特 (阿列省)
圣热内斯特（法語：Saint-Genest）是法国阿列省的一个市镇，位于该省西部，属于蒙吕松区。该市镇的总面积为15.17平方公里，2009年时的人口为407人。

## 人口
圣热内斯特人口变化图示
| 数据来源：INSEE |